# Chromonastíri
Chromonastíri är en ort i Grekland.   Den ligger i prefekturen Nomós Rethýmnis och regionen Kreta, i den sydöstra delen av landet, 300 km söder om huvudstaden Aten. Chromonastíri ligger 366 meter över havet och antalet invånare är 482.
Terrängen runt Chromonastíri är huvudsakligen kuperad, men norrut är den platt. En vik av havet är nära Chromonastíri norrut.Runt Chromonastíri är det glesbefolkat, med 20 invånare per kvadratkilometer. Närmaste större samhälle är Rethymnon, 5,5 km nordväst om Chromonastíri. Trakten runt Chromonastíri består till största delen av jordbruksmark.